# Berry Hill, Tennessee
Berry Hill är en ort i Davidson County i delstaten Tennessee, USA.